# Úrvalsdeild Karla 1929
La Úrvalsdeild Karla 1929 fue la 18.ª edición del campeonato de fútbol islandés. El campeón fue el KR Reykjavík, que ganó su sexto título.
Por primera y única vez en la historia del campeonato de Islandia no se jugó en un torneo con el clásico formato de todos contra todos, sino cara a cara la eliminación: los equipos que perdieron dos partidos fueron eliminados del torneo. Los equipos participantes fueron seis.

## Resultados
| Equipo 1 | Resultado | Equipo 2 | Notas              |
| -------- | --------- | -------- | ------------------ |
| Víkingur | 3-0       | ÍBA      |                    |
| Valur    | 4-1       | ÍBV      |                    |
| KR       | 7-1       | Fram     |                    |
| ÍBV      | 4-1       | Víkingur |                    |
| Valur    | 0-0       | ÍBA      |                    |
| ÍBV      | 2-1       | Fram     | Fram eliminado     |
| KR       | 2-1       | Víkingur | Víkingur eliminado |
| Valur    | 6-0       | ÍBA      | ÍBA eliminado      |
| KR       | 3-0       | ÍBV      | ÍBV eliminado      |
| KR       | 2-1       | Valur    | KR campeón         |